# Felices para siempre (Lost)
Felices para siempre (originalmente «Happily Ever After») es el undécimo episodio de la sexta temporada de la serie de televisión Lost. Fue transmitido el 6 de abril de 2010 por ABC en Estados Unidos y por CTV en Canadá. El personaje principal es Desmond Hume.

## Trama

### 2007 (Línea de tiempo original)
Desmond despierta frente a Widmore quien le pregunta si recuerda que fue herido de un balazo por Ben Linus y le informa que tuvo que llevarlo a la isla sin su consentimiento para que cumpla una misión decisiva. Desmond ataca a Charles y lo golpea en la cabeza con la varilla del suero que le estaban administrando. Los guardias de Widmore lo controlan y Widmore ordena llevarlo a la cámara de solenoides para someterlo a un tratamiento electromagnético. Durante una prueba un operario queda encerrado por accidente en la cámara y muere al sufrir una descarga. Entonces Widmore le pide a Desmond un "sacrificio". Luego es atado a una silla dentro de la cámara, cuando cierran se desata, pero a pesar de ello no puede escapar y recibe el choque de los solenoides. Desmond es rodeado por la luz.

### 2004 (Línea de tiempo alternativa)
Desmond, perdido en sus pensamientos, se encuentra en el aeropuerto de Los Ángeles. Ayuda a Claire a retirar la maleta de la cinta transportadora y luego es llevado por George Minkowsky en una limusina a la oficina de Charles Widmore, de quien es empleado. Widmore dice que su hijo es músico clásico y ha invitado a la banda de rock Drive Shaft a actuar con él esa tarde, pero el guitarrista de la banda Charlie Pace fue arrestado por tener drogas y Widmore desea que Desmond lo recoja en el Juzgado para llevarlo al evento. Charlie le cuenta a Desmond que cuando se atoró y se estaba ahogando con una bolsa de heroína en el baño del avión tuvo una intensa visión con una rubia y sintió que siempre la amó. Luego le dice a Desmond que va a hacer que vea y causa un accidente, de manera que el automóvil en que van sale de un puente y cae al mar. Mientras Desmond intenta rescatar a Charlie del agua, también experimenta una visión y ve la palma mano de Charlie con las palabras "No es el barco de Penny" (es decir, la muerte de Charlie en la isla).
En el hospital cuando era sometido a un examen del cerebro a causa de las visiones, Desmond ve nuevamente a Charlie con el mensaje en la palma de la mano y además ve varias escenas decisivas de su vida con Penny. Oprime la señal para detener el examen y busca a Charlie en el hospital. Mientras habla con Jack, quien trabaja allí, Charlie aparece tratando de huir y cuando Desmond le pregunta quién es Penny y trata de convencerlo de ir al concierto, Charlie le dice que no sabe quién es Penny, que lo deje tranquilo y que más bien busque a Penny.
Desmond sale del hospital a disculparse con la esposa de Widmore, Eloise Hawking (Fionnula Flanagan), por no haber logrado que se presente Drive Shaft. Eloise le dice que no se preocupe, pero Desmond alcanza a escuchar el nombre de Penny cuando un empleado está leyendo la lista de invitados y pide ver la lista. Eloise no lo deja ver la lista, lo llama aparte y le dice que deje de buscar porque todavía no está listo, pero se niega a aclararle a qué se refiere. Cuando Desmond se va, es abordado por el hijo de Eloise, Daniel Widmore, quien le cuenta que recientemente vio a una mujer de ojos azules y pelirroja en un museo y experimentó la sensación de que la conocía y siempre la amó y después de ello escribió en su diario una ecuación que un amigo científico identificó como referida a la física cuántica avanzada, la cual Daniel no ha estudiado. Daniel tiene entonces la teoría de que él y Desmond experimentaron una explosión nuclear que alteró sus vidas y generó otra realidad. 
Daniel informa a Desmond de que Penny es su medio hermana y éste la localiza haciendo ejercicio en las escaleras del graderío del estadio y se le presenta. Desmond le da la mano.

### 2007 (Línea de tiempo original)
Desmond despierta del experimento. Widmore entra y dice que Desmond está bien. Desmond le dice a Widmore que ahora entiende y que pueden empezar a hacer lo que haya que hacer. Zoe y dos guardias salen con Desmond, pero son interceptados por Sayid, quien inutiliza a los guardias, le ordena correr a Zoe y le dice a Desmond que debe ir con él, porque esa gente es peligrosa. Desmond acepta.

### 2004 (Línea de tiempo alternativa)
Desmond se levanta luego de haberle dado la mano a Penny; al parecer se desmayó luego de hacerlo. Desmond la invita a tomar un café; ella acepta. Al regresar a la limusina, le pide a Minkowsky que le consiga el listado de pasajeros del vuelo Oceanic 815. Cuando Mikowsky le pregunta para qué lo necesita, Desmond responde, "Quiero enseñarles algo".